# グロデコヴォ駅
グロデコヴォ駅（グロデコヴォえき、станция Гродеково）は、ロシア沿海地方ポグラニチニにあるロシア鉄道の鉄道駅。綏芬河駅とウスリースク駅を結ぶ鉄道（グロデコヴォ支線）上の駅である。

## 概要
中露国境に近い駅。中華人民共和国側にある綏芬河駅とロシアゲージ（1520ミリメートル）、標準軌（1435ミリメートル）で結ばれている。中国からの貨物列車は当駅で荷下ろしする。ロシアからの貨物列車は綏芬河駅で荷下ろしする。
グロデコヴォ - 綏芬河間のシャトル列車のみ運行されている。かつてはハルビンから当駅を経由してウラジオストクおよびハバロフスクへ向かう中露国際列車が運行されていたが運休となっている。当駅から中ロ国境を越えた中国の綏芬河駅間の列車（401,402)の運行が行われているが1日1～2往復程度と本数は少ない。この列車は2020年から2024年にかけ、新型コロナウイルス感染症の拡大を受けて運行が休止されていた時期があった。
ウラジオストク自由港法により簡易電子ビザ発給の対象地になっている。

## 沿革
- 1898年 - 開業。

## 隣の駅
ロシア鉄道
グロデコヴォ支線
401/402列車
グロデコヴォ駅 - ラスシプナヤ・パーチ駅 - 綏芬河駅（中国直通）
※ウスリースク方面の旅客列車運行無し。

## 参考リンク
- グロデコヴォ駅時刻表（ヤンデックス） （ロシア語）
- ラスシプナヤ・パーチ駅 - 中露国境の駅